# نشيد الملعب
أناشيد الملعب أو الأناشيد الرياضية أو أناشيد الساحة هي نوع موسيقي يحدد الأغاني التي يتم تشغيلها عبر أنظمة العناوين العامة في الملاعب والساحات أثناء فترات الراحة في العمل لحشد المشجعين. على عكس أغاني قتال الكليات، لم يتم كتابة معظم أناشيد الاستاد في المقام الأول لاستخدامها في الأحداث الرياضية، على الرغم من أن مجموعات مثل شبكة البرمجة الرياضية والترفيهية تقدم أناشيد الاستاد وسلسلة «جوك» تتميز أحيانًا بإصدارات مُعاد مزجها من هذه الأغاني المصممة للربط معًا أو لإبراز الإيقاع أو غيرها عناصر الأغاني. بعض أحداث كرة القدم لها أناشيد خاصة بها، والتي لا يتم لعبها أثناء فترات الراحة، بل كموسيقى دخول. النشيد الأبرز هو نشيد الفيفا ونشيد دوري أبطال أوروبا.
أناشيد الملعب تتميز بإيقاع (uptempo) جذاب وعبارات شعار متكررة للاستجابة الصوتية، غالبًا ما تكون بيان فخر أو غطرسة (مثل «سنجعلك ترقص» و«نحن الأبطال» و (آخر لدغة الغبار من قبل الملكة) معظم أناشيد الاستاد مستمدة من أغاني الروك أند رول أو الرقص أو الراب. في مباريات كرة القدم الجامعية، غالبًا ما تضيف فرق المسيرة في المدارس أناشيد الاستاد إلى ذخيرتها.في لعبة البيسبول، يتم استخدام العديد من أناشيد الاستاد كموسيقى مدخل للعديد من لاعبي الكرة.على سبيل المثال، كانت أغنية «هيلس بيلز» من أيه سي/دي سي هي موسيقى الدخول لـ تريفور هوفمان و«أغنية لميتاليكا» من ميتاليكا شغل نفس الدور لـ ماريانو ريفيرا.
تحظى بعض أناشيد الاستاد بشعبية في منطقة معينة، أو مع فريق معين بسبب وجود إشارة في كلمات الأغنية. «أنت لن تمشي وحدك» هو نشيد نادي ليفربول لكرة القدم. «أنا قوي الآن» من كينتا هو نشيد نادي هاماربي لكرة القدم. استخدم دالاس كاوبويز استخدامًا كثيفًا لـ «كان يجب أن يكون كاوبوي» بواسطة توبي كيث في التسعينيات، بينما تستخدم الفرق الرياضية في ألاباما غالبًا «بيتي الجميل الاباما» بواسطة لينرد سكينيد.في مثال نادر على ذكر فريق في الواقع في كلمات الأغنية، غالبًا ما تلعب فرقة مسيرة جامعة ألاباما «ديكون بلوز» بواسطة ستيلي دان بسبب الإشارة إلى المدرسة على أنها واحدة من «الفائزين في العالم»، على الرغم من أن الإشارة كانت تهدف إلى أن تكون ساخرة.

## أناشيد رياضية شعبية
- نشيد الفيفا
- نشيد دوري أبطال أوروبا
- الدوري الأوروبي
- نشيد الاتحاد الآسيوي
- «الروك اند رول الجزء 2»
- سنهزمك
- نحن الأبطال
- شخص اخر حارب الرمال
- أغنية مصعوق
- سنغادر بالطائرة الآن
- استعد لهذا
- تذكر الاسم
- نا نا يا مرحبا قبلة له وداعا
- أغنية 2
- قطار مجنون
- الحرب الخاطفة ميزان المدفوعات
- الجيش سبع دول
- سيريوس (مفيد)
- «هل تشعر به»
- كرنكرافت 400
- عين النمر
- مرحبا بكم في الغابة
- لا تتوقف عن الإيمان
- «احصنة» (أغنية ديفيد باوي)
- كارولين الحلوة
- لا تنظر للخلف بغضب
- أخي وأنا

## روابط خارجية
- HockeyMusic.ca